# Memmert
Memmert is een waddeneiland in de Duitse deelstaat Nedersaksen. Bestuurlijk is het eiland als gemeentevrij gebied ingedeeld bij de Landkreis Aurich.
Het eiland ligt ongeveer één kilometer zuidwestelijk van waddeneiland Juist en vijf kilometer oostelijk van Borkum. Het tussenliggende water heet de Oostereems. Het strand van Memmert ligt aan de westzijde. Memmert staat bekend als vogeleiland. Er wonen geen mensen en het is niet vrij toegankelijk.

## Naam
De betekenis van de naam Memmert is onzeker. Op oude kaarten wordt het eiland als de Meem aangeduid. Mogelijk is de naam Memmert van de ijsheilige Mamertus afgeleid, waarnaar een schip zou zijn genoemd, dat op het eiland strandde.

## Geschiedenis
Memmert werd in 1650 voor het eerst als zandbank genoemd, die niet meer bij een gemene vloed onderloopt en op sommige plekken begroeiing heeft. Tot in de jaren vijftig van de 20e eeuw werd het eiland in het dagelijks taalgebruik „Memmertsand“ genoemd, wat er op duidt dat het lange tijd om een zandbank ging. Sinds het begin van de 20e eeuw ontstond er meer duinvorming, mede door hulp van de mens. Het eiland verplaatst zich in een redelijk snel tempo naar het oosten maar wordt stilaan ingehaald door het buureiland Kachelotplate.

## Natuur

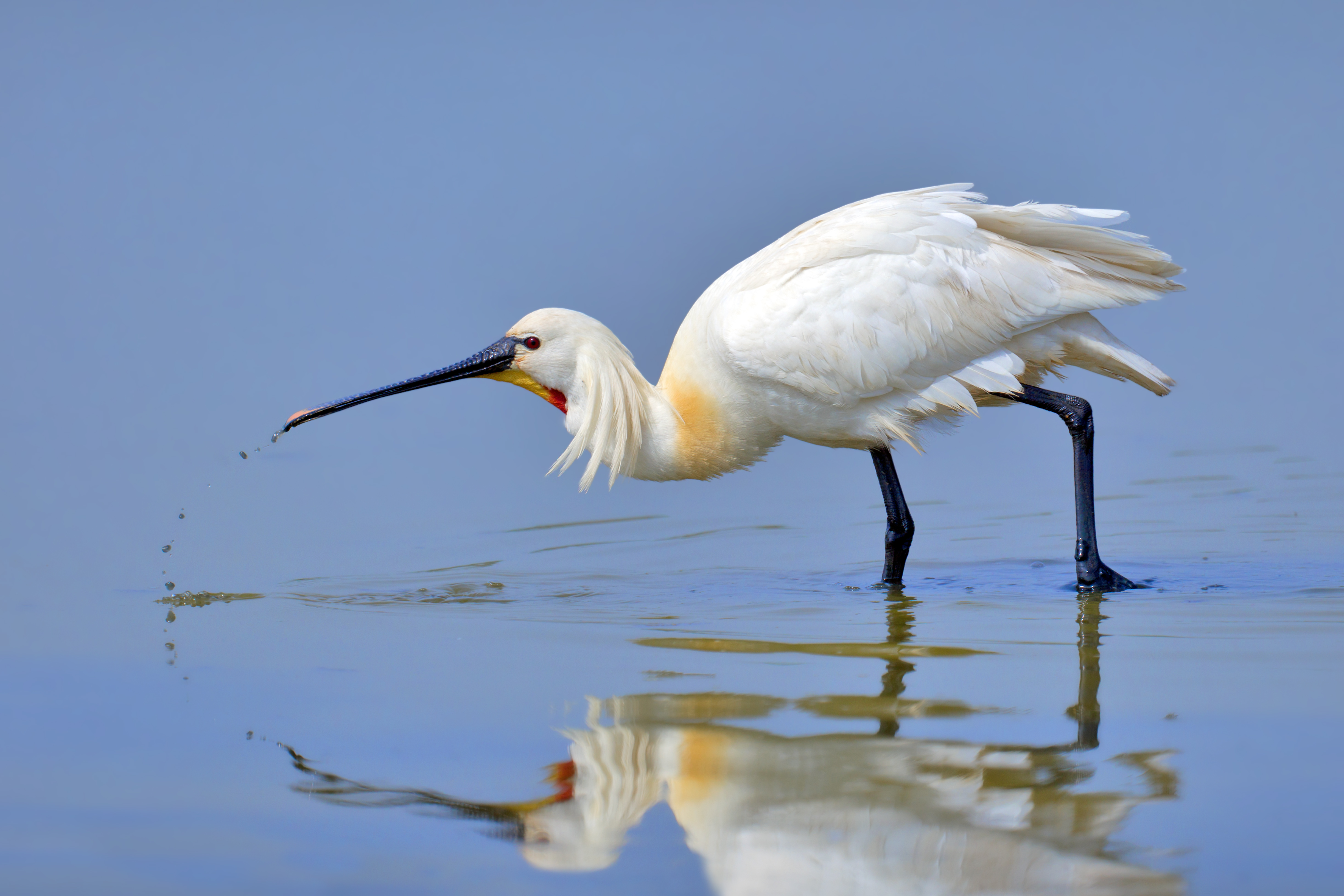
Lepelaar

Memmert is naast Norderoog, Trischen, Süderoog, Nigehörn, Scharhörn, Mellum en Minsener-Oldoog in de Duitse Waddenzee en aan Nederlandse zijde Rottumerplaat, Rottumeroog en Griend een van de weinige onbewoonde eilanden. Hier kunnen dan ook zeer schuwe vogels nagenoeg ongestoord broeden en rusten. Memmert is een van de weinige broedplaatsen in Duitsland van de lepelaar, die in 1996 voor het eerst op het eiland broedde. Op Memmert is een grote broedkolonie van de kleine mantelmeeuw.
Op het eiland broeden verder aalscholvers, verschillende soorten sterns, slobeenden, eidereenden, de blauwe kiekendief en andere wadvogels.

### Nationaal park
Sinds 1986 behoort Memmert tot de Beschermzone I in het Nationaal Park Nedersaksische Waddenzee. Het eiland mag zonder schriftelijke toestemming niet worden betreden. Enkel na het broedseizoen worden vanaf augustus tochten vanaf Juist met een rondleiding over het eiland voor een beperkt aantal personen aangeboden.
- Gemeinsame Normdatei: 4038585-1
- Virtual International Authority File: 242078734